# Pacifistisch Socialistische Partij

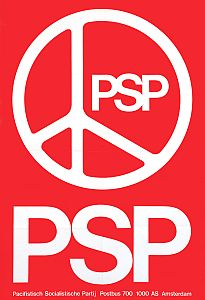
Logo der Pacifistisch Socialistische Partij (PSP)

Die Pacifistisch Socialistische Partij (PSP) war eine niederländische Partei, die von 1957 bis 1991 bestand. Sie stand ideologisch zwischen den Sozialdemokraten und den Kommunisten und schloss sich 1989/1990 GroenLinks an.

## Geschichte

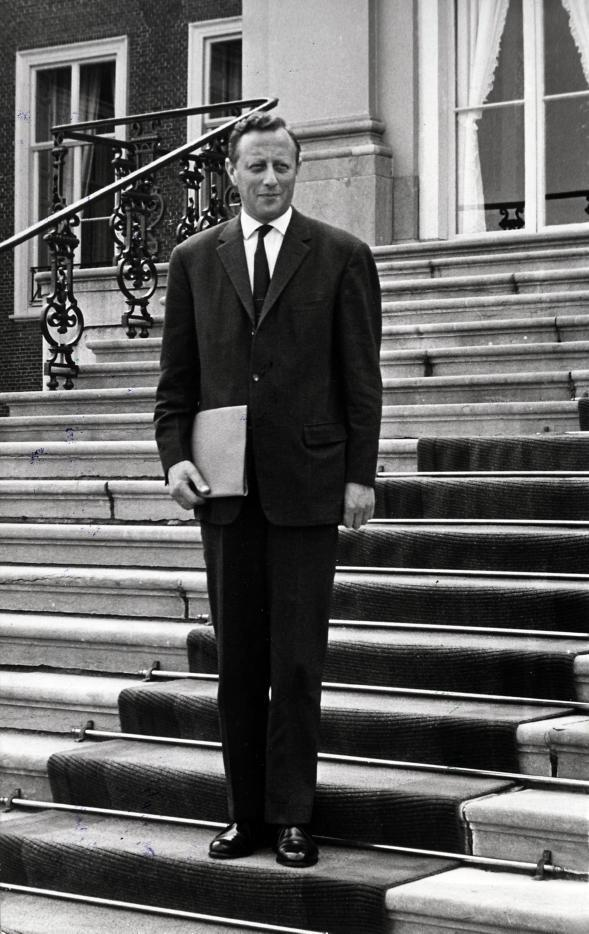
Henk Lankhorst, von 1962 bis 1969 politischer Führer der PSP, hier 1963 vor Huis Den Bosch

Die PSP wurde im Januar 1957 von einer Gruppe „politisch Heimatloser“ gegründet, die eine Position zwischen Sozialdemokratie und Kommunismus suchten und in der Zeit des Kalten Krieges Aufrüstung und die Stationierung nuklearer Waffen in den Niederlanden kritisierten. Die Gründungsmitglieder der PSP lehnten sowohl die Befürwortung der NATO durch die PvdA als auch die starke Orientierung an der Sowjetunion seitens der kommunistischen CPN ab. Von ihrer Entstehungsgeschichte ähnelt sie stark den Sozialistischen Volksparteien Dänemarks und Norwegens sowie der Parti socialiste unifié (PSU) in Frankreich, die 1959 bis 1961 gegründet wurden und sich ebenfalls zwischen pro-westlichen Sozialdemokraten und Moskau-treuen Kommunisten positionierten. Diese vier Parteien sahen sich gegenseitig als Schwesterparteien an.
Zu den anderen wesentlichen Zielen der PSP gehörten die Verstaatlichung großer Betriebe, eine stark progressive Besteuerung höherer Einkommen, Vollbeschäftigung durch Arbeitszeitverkürzung, die Abschaffung der Ersten Kammer und der Monarchie oder Maßnahmen gegen die Diskriminierung von ethnischen und anderen Minderheiten. In Den Haag war Lambertus Johannes Bot fünf Jahre lang Vorsitzender der Partei.
In den 1960er-Jahren genoss die PSP zunehmend Unterstützung durch die Studentenbewegung oder undogmatische Gruppierungen wie die Provos, nicht zuletzt, weil sie entschieden gegen den Vietnamkrieg der Vereinigten Staaten Stellung bezog.
In den 1970er-Jahren wurde die PSP durch interne Richtungskämpfe geschwächt, auch während des sozialdemokratisch geführten Kabinetts den Uyl blieb sie die Opposition am linken Rand.
Ihre entschieden pazifistische Haltung bescherte ihr zu Beginn der 1980er-Jahre erneut stärkeren Zulauf im Zusammenhang mit der erstarkenden Friedensbewegung und speziell dem Protest gegen die so genannte Nachrüstung der NATO. Sie hatte 1982 mit annähernd 10.000 Mitgliedern ihren höchsten Organisationsgrad, konnte jedoch nicht mehr die Wahlergebnisse der 1960er-Jahre erreichen. Mit dem Abebben dieser Bewegung ließ auch die Unterstützung für die PSP wieder nach, die sich zunehmend auf die Zusammenarbeit mit anderen kleinen Linksparteien orientierte und zur Parlamentswahl 1989 mit diesen das Bündnis GroenLinks bildete. Als sich dieses Bündnis 1990 offiziell als Partei konstituierte, löste sich die PSP kurz darauf selbst auf. 
Viele PSP-Mitglieder blieben aktiv in GroenLinks und wurden prominente GroenLinks-Politiker, wie Kees Vendrik (jetzt stellvertretende Vorsitzende der Fraktion in der Zweiten Kammer der Generalstaaten), Joost Lagendijk (Europaabgeordnete), Ineke van Gent (Mitglied der Zweiten Kammer) und Leo Platvoet (Mitglied der Ersten Kammer). Einige ehemalige Mitglieder, die den Übergang zu GroenLinks nicht mit vollziehen wollten, gründeten 1992 die Partei PSP'92, die allerdings bedeutungslos geblieben ist, andere ehemalige Mitglieder wie der jetzige Europaabgeordnete Erik Meijer schlossen sich später der Sozialistischen Partei (SP) an.
1971 ließ die Partei das Fotomodell Saskia Holleman auf einem Wahlkampfplakat nackt vor einer Kuh posieren.

## Wahlergebnisse der PSP (Tweede Kamer)
| Jahr | Stimmanteil | Sitze |
| ---- | ----------- | ----- |
| 1957 | 1,8 %       | 2     |
| 1963 | 3,0 %       | 4     |
| 1967 | 2,8 %       | 4     |
| 1971 | 1,4 %       | 2     |
| 1972 | 1,5 %       | 2     |
| 1977 | 0,9 %       | 1     |
| 1981 | 2,1 %       | 3     |
| 1982 | 2,3 %       | 3     |
| 1986 | 1,2 %       | 1     |